# Дравска бановина
Дравска бановина је била бановина Краљевине Југославије од 1929. до 1941. године. Бановина се већином налазила на подручју данашње Словеније и добила је име по реци Драви. Административно седиште Бановине је било у Љубљани. Дравска бановина је оформљена по увођењу диктатуре и објављивања Прокламације краља Александра I Карађорђевића "Мом драгом народу" којом је Краљевина подељена на девет бановина.
1941. године, у Другом светском рату, Силе Осовине су окупирале Дравску бановину и подијелиле је између Нацистичке Немачке, фашистичке Италије и Мађарске. Након завршетка Другог светског рата, подручју је додата предратна италијанска територија Јулијска крајина, те су заједно сачињавали данашњу Словенију. То подручје је, као Социјалистичка Република Словенија припало Социјалистичкој Федеративној Републици Југославији.

## Демографија
| православна       | 6.745     |
| римокатоличка     | 1.107.155 |
| евангелистичке    | 25.717    |
| остале хришћанске | 2.665     |
| исламска          | 927       |
| без конфесије     | 1.089     |
| УКУПНО            | 1.144.298 |

## Банови
Банови Дравске бановине у периоду 1929—1941. су били:
| Портрет | Ред | Име и презиме (Датум рођења и смрти) | Почетак мандата     | Крај мандата        | Странка                                                      |
| ------- | --- | ------------------------------------ | ------------------- | ------------------- | ------------------------------------------------------------ |
|         | 1.  | Душан Сернец (1882–1952)             | 9. октобар 1929.    | 4. децембар 1930.   | Словеначка народна странка (СЛС — Slovenska ljudska stranka) |
|         | 2.  | Драго Марушич (1884—1975)            | 4. децембар 1930.   | 8. фебруар 1935.    | Југословенска национална странка                             |
|         | 3.  | Динко Пуц (1879–1945)                | 8. фебруар 1935.    | 10. септембар 1935. | Демократска странка (Југославија)                            |
|         | 4.  | Марко Натлачен (1886–1942)           | 10. септембар 1935. | 16. април 1941.     | Словеначка народна странка (СЛС — Slovenska ljudska stranka) |